# Amnicolidae
 Amnicolidae  – zróżnicowana rodzina ślimaków z podgromady przodoskrzelnych, grupująca małe gatunki słodkowodne. Liczy około 130 gatunków, w tym około 40 współcześnie występujących. Przez długi czas była ujmowana przez systematyków jako podrodzina w rodzinie źródlarkowatych, dopiero w podziale mięczaków zaproponowanym przez Boucheta i Rocroi wyodrębniono je w osobną rodzinę.

## Cechy morfologiczne
Ślimaki małe lub średniej wielkości, muszle stożkowate, jajowate lub jajowato stożkowate, o wzniesionej skrętce. Wieczko mocne, zwapniałe, o koncentrycznych liniach przyrostów.

## Występowanie
Przedstawiciele Amnicolidae występują w słodkich wodach śródlądowych Europy, Azji, Afryki, Ameryki Północnej. W Polsce reprezentowane przez jeden gatunek: sadzawczaka drobnego (Marstoniopsis insubrica syn. Marstoniopsis scholtzii).

## Biologia i ekologia

### Zajmowane siedliska
Zasiedlają różne typy wód (drobne cieki, rzeki, stawy, jeziora, zbiorniki zaporowe) i różne typy podłoży (od mulistych po kamieniste, także hydrofity). Występują płytko w litoralu, niektóre także głębiej – w profundalu.

### Odżywianie
Filtratorzy i zdrapywacze, odżywiający się glonami peryfitonowymi i fitoplanktonem.

## Podział systematyczny
Do rodziny Amnicolidae należą następujące występujące współcześnie rodzaje:
- Amnicola A. Gould & Haldeman, 1840 – rodzaj typowy
- Colligyrus Hershler, 1999
- Dasyscias F.G. Thompson & Hershler, 1991
- Kolhymamnicola Starobogatov & Budnikova, 1976
- Lyogyrus Gill, 1863
- Marstoniopsis van Regteren Altena, 1936
- Moria Kuroda & Habe, 1958
- Parabythinella Radoman, 1973
- Rachipteron F.G. Thompson, 1964
- Taylorconcha Hershler, Frest, Johannes, Bowler & F.G. Thompson, 1994

oraz rodzaje wymarłe:
- Kangxianospira F. Guo, 1982 †
- Luofuspira W. Yü, 1977 †
- Mesopyrgium Yen & Reeside, 1946 †
- Pachychiloides Wenz, 1939 †
- Protamnicola Yen, 1946 †
- Pycnanema H.-Z. Pan, 1980 †
- Reesidella Yen, 1953 †
- Sagia Yen, 1952 †
- Stantonogyra Yen, 1946 †
- Subtilistriata H.-Z. Pan, 1980 †
- Triasamnicola Yen & Reeside, 1946 †
- Trochispira Yen, 1954 †
- Yongkangia W. Yü, 1980 †

Obecnie w obrębie rodziny Amnicolidae nie wyróżnia się podrodzin. Włączane do tej rodziny jeszcze na początku XXI wieku podrodziny Baicaliinae i Emmericiinae zostały podniesione do rangi osobnych rodzin Baicaliidae i Emmericiidae.